# Jan Dembowski (generał)

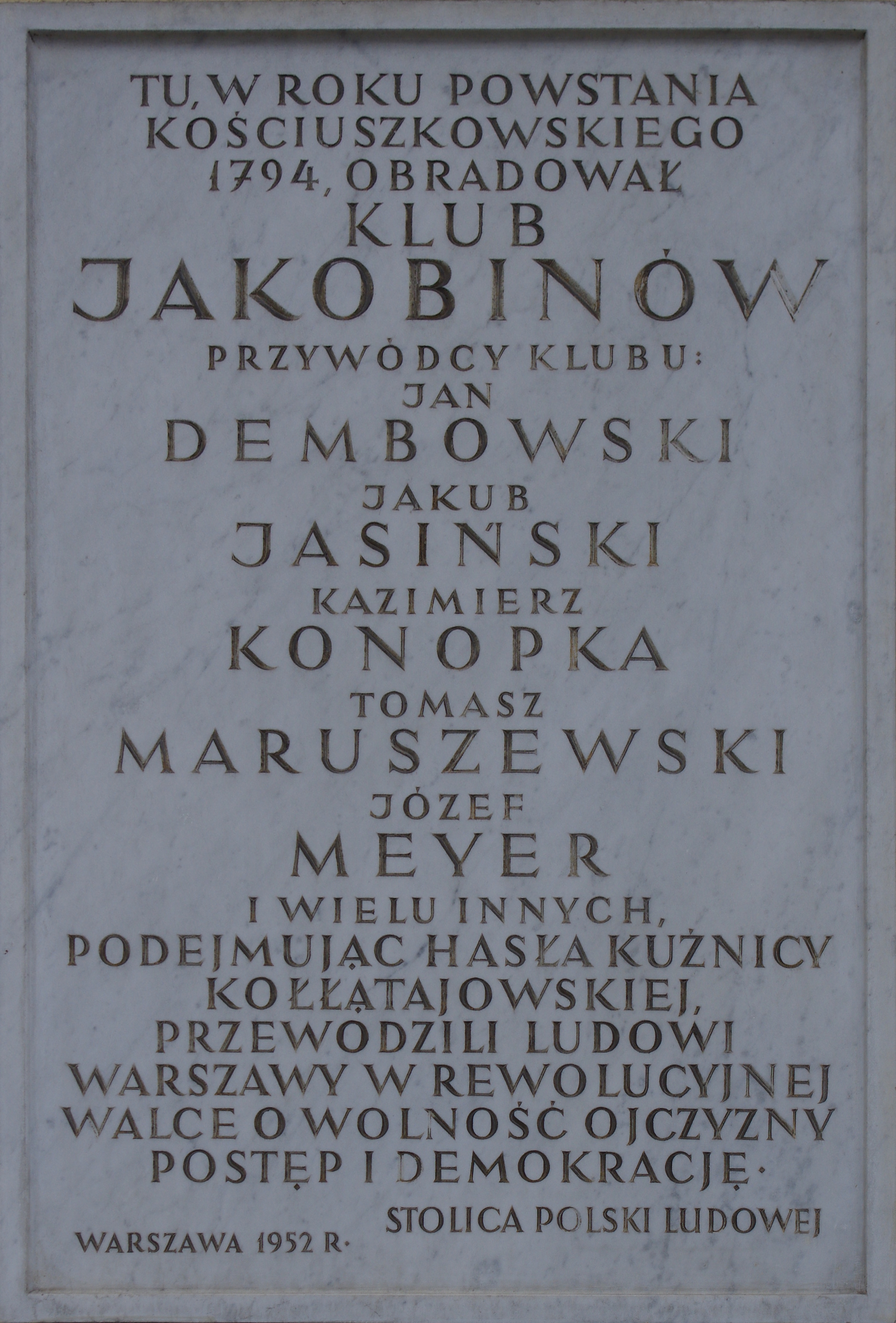
Tablica upamiętniająca Jakobinów polskich na gmachu dawnej Giełdy i Banku Polskiego na Placu Bankowym w Warszawie

Jan Dembowski herbu Jelita, inna forma nazwiska Dębowski, (ur. około 1770 w Dębowej Górze, zm. 1823) – baron, działacz i korespondent polityczny, generał brygady Wojska Polskiego.
Pochodził z rodziny żydowskich uszlachconych frankistów-neofitów

## Życiorys
Urodził się w Dębowej Górze (pow. orłowski), jako syn Andrzeja. Brat Ludwika Dembowskiego, ojciec astronoma Herkulesa Dembowskiego. W dzieciństwie, prawdopodobnie służył u G. Piramowicza, który polecał go na kopistę Ignacego Potockiego.
Dembowski nieco później zyskał posadę sekretarza Potockiego. Był blisko związany z Kuźnicą Kołłątajowską w czasie trwania Sejmu Czteroletniego. W tym okresie zbliżył się do Kołłątaja pośrednicząc jednocześnie w kontaktach Potockiego z Kuźnicą. W okresie Targowicy pełnił funkcję głównego informatora politycznego Potockiego (przebywającego wówczas na emigracji), jeździł do Drezna i jako emisariusz w okolice Lublina. Wziął udział w powstaniu kościuszkowskim (jako członek Komisji Porządkowej Księstwa Mazowieckiego i klubu jakobinów). Z jego inicjatywy nocą z 27 na 28 czerwca przed warszawskim Pałacem Prymasowskim została wzniesiona szubienica, a następnego dnia powieszono bez sądu więźniów podejrzewanych o zdradę.
Był oficerem Legionów Polskich we Włoszech i adiutantem generała Jana Henryka Dąbrowskiego. Od 1802 służył w armii włoskiej. W latach 1808–1810 brał udział w kampanii Napoleona Bonaparte w Hiszpanii, zaś w 1812, awansowany uprzednio na generała brygady, w kampanii moskiewskiej. Później mianowany gubernatorem Ferrary.
W 1806 otrzymał Krzyż Komandorski Orderu Korony Żelaznej, a w 1809 Krzyż Oficerski Orderu Legii Honorowej.

## Działalność masońska
W czerwcu 1804 roku został członkiem, w 15. stopniu wtajemniczenia, loży wolnomularskiej La
Providenza (Wielki Wschód Francji) przy 1. pułku włoskim w Królestwie
Neapolu, od sierpnia był I dozorcą tej loży. Od sierpnia 1805 roku był wielkim dozorcą Wielkiego Wschodu
Włoch w Mediolanie.

## Twórczość

### Ważniejsze utwory
- Listy polityczne z Warszawy do Ignacego Potockiego, pisane w okresie: 1 sierpnia 1792 – 12 kwietnia 1794 (176 listów), autografy w Archiwum Głównym Akt Dawnych (Archiwum Wilanowskie, sygn. 194); wyd. (skrócone) M. Rymszyna, A. Zahorski w: "Tajna korespondencja z Warszawy 1792-1794 do Ignacego Potockiego", Warszawa 1961, Studia i Materiały z Dziejów Polski w Okresie Oświecenie nr 4
- Krótkie opisanie formacji legionów i czynności generała Dąbrowskiego, niewydane, (informacja: "Polski Słownik Biograficzny").

### Listy i materiały
- Do I. Potockiego z lat 1792-1794, zobacz: Listy polityczne...
- Do J. Wybickiego z lat 1797-1800, fragmenty wyd. A. M. Skałkowski w: Archiwum Wybickiego, T. 1: 1768-1801, Gdańsk 1948
- urzędowa i prywatna korespondencja Dembowskiego znajduje się także w Arch. de Guerre w Paryżu, sygn.: B3 269, C4 5, 26 i Teki Polskie II.